# Kodava takk
Kodava takk, kodagu (malayalam), coorg (engelska), är ett dravidiskt språk som talas i distriktet Kodagu i den indiska delstaten Karnataka. 
Antalet personer som talar språket beräknas till cirka 125 000. Kodava takk är besläktat med och har påverkats av de dravidiska språken kannada och malayalam. De som talar språket tillhör folket kodava.